# Stazione di Piana
La stazione di Piana è una stazione ferroviaria posta lungo la linea Alessandria-San Giuseppe di Cairo, al servizio del comune di Piana Crixia.
La stazione conta 2 binari, collegati da un attraversamento a raso,il primo è utilizzato per i treni in direzione Savona, il secondo per quelli verso Alessandria e Acqui Terme
La stazione è dotata di una piccola pensilina che funge da sala d'attesa ma non è dotata di alcune biglietteria né a sportello né automatica.
L'impianto era dotato di un piccolo scalo merci con 2 edifici e un magazzino, ormai in stato di completo abbandono e parzialmente coperti dalla vegetazione.
È inclusa nella categoria bronze.

## Movimento

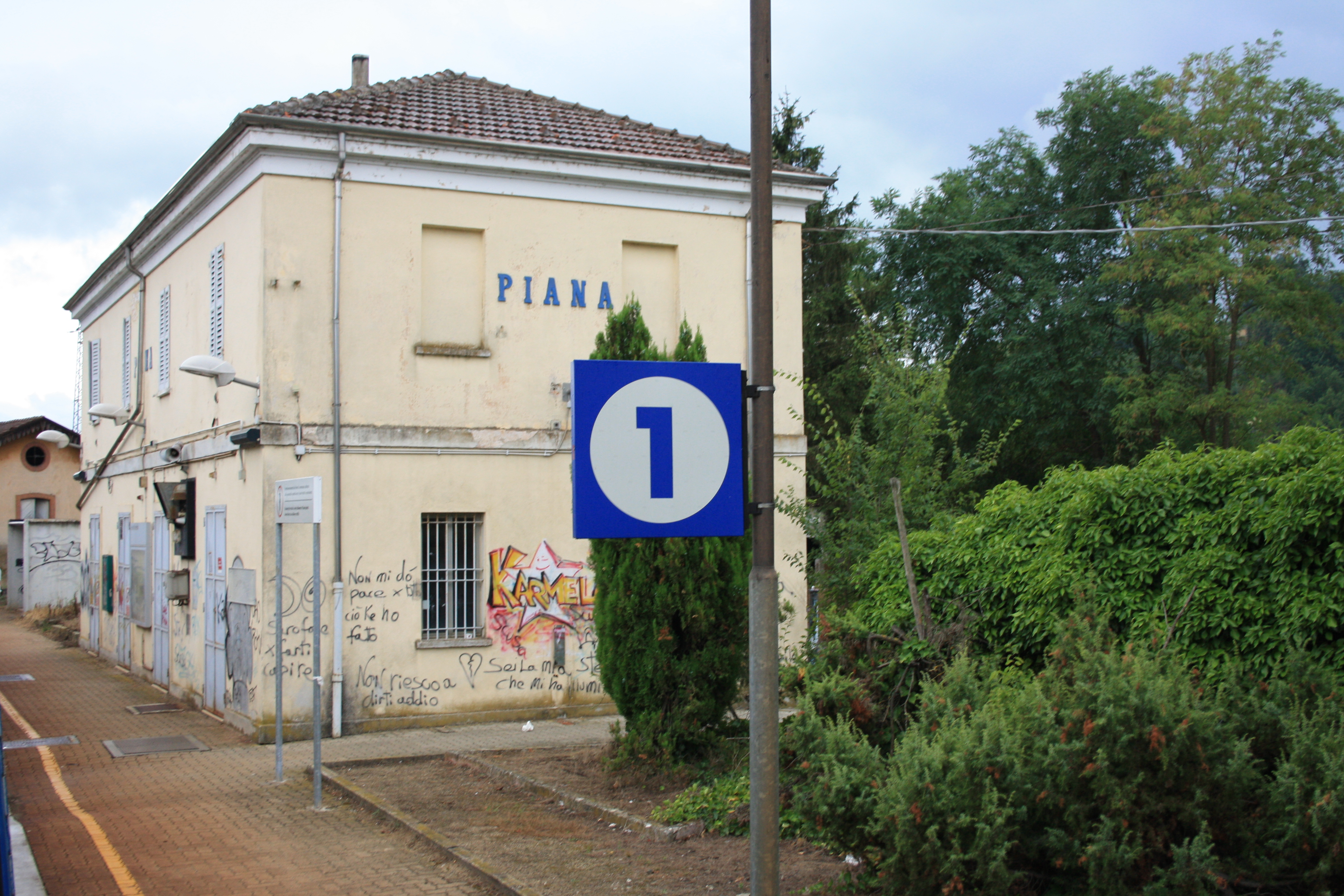
Vista dal marciapiede del binario 1

La stazione è servita, in media, giornalmente da 17 treni regionali operati da Trenitalia nell'ambito del contratto di servizio stipulato con la Regione Liguria.
I treni che fermano a Piana hanno destinazione:
- Savona
- Alessandria
- Acqui Terme

## Servizi
La stazione offre i seguenti servizi:
- Sala d'attesa
- Annunci sonori per arrivi e partenze treni